# Будапешт (кинотеатр)
Кинотеатр Будапешт — кинотеатр в Москве, находящийся в районе Бибирево Северо-Восточного административного округа адресу ул. Лескова 14 и открытый в 1981 году, снесённый в 2017 году в рамках реконструкции. На его участке построен торговый центр «Место встречи Будапешт».

## История
Кинотеатр «Будапешт» был построен в 1981 году. «Будапешт» стал первым московским кинотеатром типового проекта И-732. После реконструкции 2002 года кинотеатр превратился в многозальный на 338, 202, 116 и 109 мест, в аппаратной смонтировали современное проекционное и звуковое оборудование. С 2011 года «Будапешт» был закрыт и не функционировал.

## Реконструкция
Реконструкцию планировалось завершить в 2020 году. Здание кинотеатра стали сносить в мае 2017 года. Торговый центр на месте снесёного кинотеатра был открыт ADG group 16 сентября 2020 года.
Новое здание сохранило прежнее название. Здесь запланировано открытие 6 кинозалов, каждый из которых рассчитан на 56 посадочных мест.